# Miguel Cardoso (baloncestista)
Miguel Mario Varajao Leal Cardoso (nacido el 15 de enero de 1993 en Oporto) es un jugador de baloncesto profesional portugués que actualmente pertenece a la plantilla del FC Porto de la Liga Portuguesa de Basquetebol. Con 1,85 metros de altura juega en la posición de base. Es internacional con la Selección de baloncesto de Portugal.

## Trayectoria
Miguel se formó en el FC Porto Ferpinta y con 19 años tras la desaparición del club de su ciudad natal se marcharía a Francia para jugar en las filas del JSF Nanterre donde jugaría dos temporadas en las que tendría algunos minutos en Eurocup y Euroliga.
Tras salir de Nantes, el base jugaría 3 temporadas en la Nationale Masculine 1 francesa, una temporada en Quimper UJAP y dos temporadas en el Berck/Rang du Fliers. 
En la temporada 2017/18, tras cinco años en Francia el jugador decide volver a Portugal para jugar la Liga Portuguesa de Basquetebol con el Vitória SC.
En la temporada 2018/19 firma con SL Benfica donde realizó unos promedios de 7.6 puntos, 5.2 asistencias y porcentajes de 36% en tiros desde más allá del arco y un 90% desde la línea de tiros libres en 19.6 minutos por encuentro.
En agosto de 2019 se compromete con el CB Almansa para disputar la Liga LEB Oro en la temporada 2019-20. Sus promedios en los 24 partidos jugados fueron de 8.1 puntos, 3.3 asistencias y 10.2 de valoración, con un 91% de acierto desde la línea de tiros libres.
El 24 de octubre de 2020 ficha por el Valur Reykjavík de la Domino's deildin.
En la temporada 2021-22, regresa a Portugal y firma por el Sporting de Portugal de la Liga Portuguesa de Basquetebol.
En la temporada 2022-23, firma por el FC Porto de la Liga Portuguesa de Basquetebol.

## Internacional
Ha sido internacional en las diferentes categorías de la selección: U16, U18 y U20, donde debutó en la sub-20 cuando apenas tenía 17 años. 
En 2014, con 21 años, sería internacional absoluto con su país, tras recibir la llamada del seleccionador portugués Mario Palma de cara a los partidos de clasificación al Europeo ’15 de selecciones absolutas.
En 2019 disputó los encuentros de la tercera fase del pre-clasificatorio para el próximo Eurobasket de 2021, realizando un buenos números al aportar 15 puntos, 4 rebotes y 4 asistencias ante Islandia y 16 puntos, 4 rebotes y 8 asistencias frente a Suiza. 

## Clubes
- Porto Ferpinta (2011-2012)
- JSF Nanterre (2012-2014)
- Quimper (2014-2015)
- ABBR Berck (2015-2017)
- Vitória SC (2017-2018)
- Benfica (2018-2019)
- Afanion Almansa (2019-2020)
- Valur Reykjavík (2020-2021)
- Sporting de Portugal (2021-2022)